# Remigia disseverans
Remigia disseverans är en fjärilsart som beskrevs av Walker 1858. Remigia disseverans ingår i släktet Remigia och familjen nattflyn. Inga underarter finns listade.